# El mago de los sueños (película)
Para el personaje, véase El mago de los sueños (personaje).
El mago de los sueños es una película española de animación tradicional de 1966 protagonizada por la Familia Telerín, personajes animados creados por los hermanos Santiago y José Luis Moro Escalona. El largometraje fue realizado por el catalán Francisco Macián en sus estudios de Barcelona, quien obtuvo de los hermanos Moro la autorización para utilizar sus personajes.

## Argumento
El filme está basado en cuentos de Hans Christian Andersen, como Pulgarcito y presenta por primera vez al personaje llamado el Mago de los Sueños, una especie de duende con gafas cuya tarea principal es vencer a Don Coco Quitasueños y lograr que los niños consigan dormirse y poder contarles un sueño. Cada uno de los niños de la Familia Telerín tiene un sueño, el que intenta dejar un mensaje al espectador infantil. Las historias comienzan con el sueño de Cuquín, el más pequeño de los Telerines y finaliza con el sueño de Colitas.

## Producción
La película cuenta con melodías interpretadas por "Los 3 Sudamericanos", Teresa María, Andy Russell, Tito Mora y el cantante italiano Ennio Sangiusto. Pese a su manejo de la temática infantil de los sueños y la fantasía, en cartelera contrastó levemente con la obra fílmica de Disney, posiblemente por recursos para su distribución[cita requerida]. 
En el equipo de animación trabajaron el catalán Jordi Gin, que años después sería director artístico del semanario de humor El Jueves, y el chileno Vicar (Víctor Arriagada Ríos), que posteriormente trabajaría para Disney como dibujante de historietas del Pato Donald.

## Personajes principales
- El Mago de los Sueños
- Ring ring
- Cuquín
- Cleo
- Tete
- Pelusín
- Colitas
- Maripí
- Don Coco Quitasueños

## La banda sonora
Estructuradas y dirigidas por el maestro José Solá, los temas musicales del LP "El Mago de los Sueños" (Belter 22.064) son:
Cara A
1. Vamos a la cama
2. Soñarás (interpretada por Andy Russell)
3. Soy el Mago de los Sueños (interpretada por Andy Russell)
4. El twist de Cuquín
5. Cuento de la Caperucita
6. Colitas y el circo

Cara B
1. Tete Hood
2. Pelusín y la moneda
3. El guau de Maripí
4. Cleo y el marcianito (interpretada por "Los 4 de la Torre" y Teresa María)
5. Vamos a la cama

Más adelante se editó un CD promocional (Hollywood Studios HSCD-188) con las mismas pistas.